# Baffo Neto
Baffo Neto é um músico e empresário, oriundo de Santo André/SP, e desde jovem se envolveu com o skate e a música. Descobriu sua habilidade com os instrumentos desde os 8 anos onde aprendeu a tocar bateria. Aos 10, violão e aos 12, guitarra. Aos 14, criou sua primeira banda, Remains of Nothing. Nos anos 90, o músico fundou, ao lado de dois amigos a No Return, que posteriormente mudou o nome para Retturn. Diretamente envolvido na movimentação cultural da região, lançou com a banda o disco de estreia, autointitulado, promoveu campeonatos de skate, incentivou a formação de novas bandas e realizou diversos shows com o grupo, dividindo o palco até mesmo com a lenda do punk Ramones em turnê de despedida. A banda, almejando dar um passo à frente, colocou em prática uma mudança para a Europa, fixando base na Holanda. O segundo disco, Strain, foi lançado pela gravadora holandesa 4tune Records, seguido de uma turnê pelo continente, na qual realizaram dezenas de shows em clubes e festivais.  A mudança no cenário e na maneira de consumo da música com a virada do milênio teve impacto no trabalho. Na Europa, Baffo também trabalhou com produção de shows, adquirindo know-how no universo do show business. De volta ao Brasil, em 2016, Baffo foi convidado a integrar, como baixista, o Project46, uma das maiores bandas de metal brasileiras da atualidade. Realizou o primeiro show como membro oficial do grupo no Maximus Festival, em setembro daquele ano. Participou de grandes festivais pelo mundo, como o Rock in Rio e o Knotfest, no México. Em gravações de estúdio, estreou com o single “Febre” e posteriormente, gravou o álbum TR3S, em Hollywood. O álbum ganhou premio de melhor disco nacional de Heavy Metal de 2017 pela revista Roadie Crew, a maior autoridade no seguimento do país e posteriormente, ganhou uma “English Edition” em 2019 e segue sendo considerado um dos melhores lançamentos nacionais pela crítica especializada.  Incansável e sempre em busca de trabalhar em diferentes faces do negócio da música, atuou como tour manager e stage manager de diversos artistas internacionais. Começou trabalhando no backstage como roadie em 1996, em uma turnê dos americanos do Biohazard, depois com a banda californiana Exodus. Quando foi para a Europa com sua antiga banda, a Retturn, trabalhou paralelamente em diversos festivais, turnês e estúdios, o que junto a uma formação pelo SAE institute de Amsterdam consolidou sua experiência como engenheiro de áudio. No Brasil, trabalhou com diversas produtoras e artistas, como Papa Roach, CypressHill, Moob Deep, Limp Bizkit, Sublime, Papa Roach, Korzus, Soulfly, Cavalera Conspiracy, Creedence, Scorpions, B-52s, Anthrax, Dee Snider, Buddy Guy, Black Label Society, Epica, Foreigner, Marillion, Suicidal Tendencies, Sum 41, Dimmu Borgir entre outros e atua até os dias de hoje como co-manager do icônico grupo cubano de hip hop Orishas em território brasileiro. No mercado empresarial , fundou, ao lado de sua esposa Damaris Hoffman, a Hoffman & O'Brian no Brasil e a Hoffman & O'Brian LLC nos Estados Unidos, se estabilizando no segmento de marketing artístico e produção de shows ao vivo. A empresa promove, produz e gerencia shows, eventos coorporativos e lançamentos de artistas nacionais e internacionais de vários estilos musicais por toda a América Latina, USA e Europa.  A Hoffman & O'Brian é também criadora da plataforma HonorSounds, que é a união de uma startup de ações sociais que atua no segmento de música ao vivo promovendo campanhas sociais por estímulo e engajamento.    que se estabilizou no segmento de marketing artístico e produção de shows ao vivo. A empresa promove, produz e gerencia shows, eventos coorporativos e lançamentos de artistas nacionais e internacionais de vários estilos musicais por toda a América Latina.  Com dezenas de edições, o HonorSounds já arrecadou e doou mais de 40 toneladas de alimentos, milhares de brinquedos, livros e roupas, além de promover a felicidade de dezenas de fãs por oferecer a oportunidades de conhecerem de perto bandas como Sublime With Rome, Papa Roach, Sum 41, Suicidal Tendencies, Dimmu Borgir, Delain, Orishas, Scott Stapp, Soulfly, Cavalera Conspiracy, Limp Bizkit e muitos outros. 

Discografia
Retturn 
Álbuns de estúdio
- Retturn (1997)
- Strain (2001)

### Capadocia
Álbuns de estúdio
- Leader's Speech (2014)

### Project46
Álbuns de estúdio
- TR3S (2017)[1]